# Natalie Golda
Natalie Golda, nach Heirat Natalie Benson (* 28. Dezember 1981 in Lakewood, Kalifornien), ist eine ehemalige Wasserballspielerin aus den Vereinigten Staaten. Sie gewann bei Olympischen Spielen je eine Silber- und Bronzemedaille. Bei Weltmeisterschaften erkämpfte sie zwei Goldmedaillen und eine Silbermedaille und bei Panamerikanischen Spielen erhielt sie zwei Goldmedaillen.

## Sportliche Karriere
Natalie Golda besuchte die Rosary High School und studierte dann an der University of California, Los Angeles. Dort graduierte sie 2006. Sie gewann drei Meistertitel der National Collegiate Athletic Association mit den UCLA Bruins, dem Sportteam ihrer Universität. 2004 pausierte sie bei den Bruins und trainierte nur mit der Nationalmannschaft.
Golda gewann mit der Juniorinnennationalmannschaft den Titel bei der Juniorinnenweltmeisterschaft 2001. Im Juli 2003 fand die Weltmeisterschaft 2003 in Barcelona statt. Das US-Team bezwang im Halbfinale die Russinnen mit 11:7 und gewann das Endspiel durch ein 8:6 über die Italienerinnen. Direkt im Anschluss wurden in Santo Domingo die Panamerikanischen Spiele ausgetragen. Im Finale besiegte das US-Team die Kanadierinnen mit 7:3. Bei den Olympischen Spielen 2004 in Athen unterlagen die Amerikanerinnen im Halbfinale den Italienerinnen, im Spiel um die Bronzemedaille bezwangen sie die Australierinnen mit 6:5. Golda warf zwei Turniertore, eins davon im Spiel um Bronze.
2005 bei der Weltmeisterschaft in Montreal siegte die Mannschaft aus den Vereinigten Staaten im Viertelfinale über die Australierinnen und im Halbfinale über die Russinnen. Im Finale unterlag das Team den Ungarinnen mit 7:10 nach Verlängerung. Zwei Jahre später bei der Weltmeisterschaft in Melbourne trafen im Finale das US-Team und die Australierinnen aufeinander, die Amerikanerinnen siegten mit 6:5. Im Juli 2007 fanden in Rio de Janeiro die Panamerikanischen Spiele statt. Das US-Team gewann das Finale gegen die Kanadierinnen mit 6:4. 2008 fand das dritte olympische Wasserballturnier in Peking statt. Mit einem 9:8-Sieg über Australien im Halbfinale erreichte das US-Team das Endspiel gegen die Niederländerinnen, die Amerikanerinnen unterlagen mit 8:9. Natalie Golda warf neun Turniertore, davon je eines im Halbfinale und im Finale.
Nach ihrer Graduierung spielte Golda kurz in Griechenland und dann für den New York Athletic Club. Nach ihrer Karriere wurde sie Trainerin im College-Bereich. 2013 führte sie die Juniorinnennationalmannschaft als Trainerin zum Sieg bei den Panamerikanischen Juniorenspielen.